# IC 4296
IC 4296 est une très vaste galaxie elliptique située dans la constellation du Centaure. Sa vitesse par rapport au fond diffus cosmologique est de 4 009 ± 21 km/s, ce qui correspond à une distance de Hubble de 59,1 ± 4,2 Mpc (∼193 millions d'al). Cette galaxie a été découverte par l'astronome américain Lewis Swift en 1897.
IC 4296 présente un jet d'ondes radio et c'est est une radiogalaxie à spectre continu (Flat-Spectrum Radio Source) et à forte intensité radio (RLG radio-loud galaxy). C'est aussi une galaxie LINER, c'est-à-dire une galaxie dont le noyau présente un spectre d'émission caractérisé par de larges raies d'atomes faiblement ionisés. Selon la base de données Simbad, IC 4296 est une galaxie à noyau actif.
À ce jour, une vingtaine de mesures non basées sur le décalage vers le rouge (redshift) donnent une distance de 47,305 ± 9,540 Mpc (∼154 millions d'al), ce qui est à l'intérieur des valeurs de la distance de Hubble. Notons que c'est avec la valeur moyenne des mesures indépendantes, lorsqu'elles existent, que la base de données NASA/IPAC calcule le diamètre d'une galaxie et qu'en conséquence le diamètre d'IC 4296 pourrait être d'environ 126,6 kpc (∼413 000 al) si on utilisait la distance de Hubble pour le calculer.

## Groupe d'IC 4296
Selon A. M. Garcia, IC 4296 est la galaxie la plus brillante d'un groupe de galaxies qui porte son nom. Le groupe d'IC 4296 compte au moins 15 membres, dont NGC 5114, NGC 5140, NGC 5193, NGC 5215B, NGC 5215A et IC 4299.